# Judith Marquet-Krause
Judith Marquet-Krause (Ilaniya, Baja Galilea, Imperio otomano, 1906 - 1 de julio de 1936) fue una arqueóloga de origen judío especializada en la arqueología bíblica.

## Biografía
Su padre, Eliyahu Krause, fue un ingeniero agrónomo que fue contratado por el Barón Edmond de Rothschild como director designado a una granja de experimentación en Sejera en 1901. En 1914 fue nombrado director de la escuela agrícola Mikve Israel, donde su familia se mudó junto con él.

### Estudios
Después de completar sus estudios en el Gimnasium Hebreo Hertzlia, Marquet-Krause estudió francés en París con el fin de formarse como profesora de esa lengua. Sin embargo, el curso de sus estudios cambió de dirección y comenzó a estudiar historia medieval y literatura en La Sorbona. Al mismo tiempo, se estudió de acadio, siríaco y armenio en la École pratique des hautes études y decidió estudiar escritura cuneiforme y arqueología de Eretz Israel y el Cercano Oriente en la École du Louvre. Durante sus estudios visitó los principales museos de Europa y Medio Oriente y también viajó a las excavaciones arqueológicas en Eretz Israel y Siria.

### Trabajos arqueológicos
A su regreso al Mandato Británico en 1932 o 1933 fue aceptada en el equipo arqueológico de John Garstang, que excavó Jericó. Marquet-Krause fue designada para encargarse de los hallazgos descubiertos en las tumbas.
A la edad de veintisiete años llegó a la cima de su carrera, cuando el barón de Rothschild, la nombró para dirigir el equipo de arqueólogos excavando la ciudad bíblica de Ai. Esta antigua ciudad fue identificada por William F. Albright en et-Tel, cerca de la aldea de Dir Dibwan, aproximadamente dos kilómetros al suroeste de Beth-El en la región de Judea y Samaria.
El objetivo de Marquet-Krause fue confirmar la descripción del Libro de Josué que la ciudad de Ai fue una ciudad real cananea que, junto a Beth-El, fue conquistada por los israelitas durante las conquistas de Josué y después de la conquista de Jericó, que hasta entonces no era considerado histórico, sino que no eran más que leyendas. El yacimiento se correspondía con la descripción dada en la Biblia pero su confirmación cronológica se hacía imposible dado que el registro arqueológico demostró el abandono del asentamiento durante más de ochocientos años, coincidiendo con la supuesta época de Josué.
Marquet-Krause excavó Ai durante tres temporadas, entre 1933 y 1935. Se las arregló para preparar dos informes preliminares, mientras que su esposo, el orientalista Marquet Yves, presentó un informe de los hallazgos de las cerámicas, los planos y fotografías.
La evidencia de la excavación Marquet-Krause indicó que Ai era una ciudad fortificada mucha importancia durante la Edad de Bronce, entre 3100 y 2400 a. C., cuando fue completamente destruida y abandonada. Entre los hallazgos había un templo en el que vasijas de arcilla y de alabastro egipcio se encontraban junto a tumbas, que contenían elementos de gran valor para las conclusiones de ese período.
Por encima de las ruinas de la ciudad prehistórica equipo de Marquet-Krause encontró restos de un poblado fortificada de principios del período israelita. El primer asentamiento de la época fue construido en el año 1220 a. C., evidentemente, por los residentes locales, y existió hasta 1050 a. C. A pesar de que la aldea había sido abandonada por sus habitantes, el equipo de arqueólogos no encontró ninguna evidencia de destrucción, fuego o conquista.
Marquet-Krause fue pionera entre los arqueólogos que nacieron en Eretz Israel y trató de aprender los secretos de su pasado. Ella fue el primer arqueólogo de manejar un gran un equipo de excavación y en preparar los primeros informes en hebreo.
Su temprana muerte truncó lo que hubiera sido la carrera de un arqueólogo importante. Murió de una enfermedad en 1936.